# Bactrocera bryoniae
Bactrocera bryoniae
 es una especie de díptero que Tryon describió por primera vez en 1927. Bactrocera bryoniae pertenece al género Bactrocera de la familia Tephritidae.